# Walton Goggins
Walton Sanders Goggins, Jr., född 10 november 1971 i Birmingham, Alabama, är en amerikansk skådespelare och producent. Han fick sitt genombrott med TV-serien The Shield (2002-2008) och har sedan synts i Quentin Tarantino filmerna Django Unchained (2012) och The Hateful Eight (2015). Han har också uppmärksammats i Danny McBrides komediserier Vice Principals och The Righteous Gemstones. Goggins har blivit nominerad till Emmy Awards för sina insatser i TV-serierna Justified och Fallout.

## Biografi

### Uppväxt
Walton Goggins föddes i Birmingham i Alabama som son till Janet Long och Walton Sanders Goggins Sr. Han växte upp i Lithia Springs i Georgia, en förort till Atlanta. Han gick gymnasiet på Lithia Springs High School och studerade senare på Georgia Southern University men hoppade av efter ett år.

### Tidig karriär och genombrott
Goggins medverkade i en del småroller under sin tid i Georgia. Under inspelningen av Murder in Mississippi (1990) träffade han Ray McKinnon. I Los Angeles drev han en egen parkeringsservice för några restauranger. Tillsammans med McKinnon och Lisa Blount startade han produktionsbolaget Ginny Mule Pictures som producerade sin första film, den Oscarsvinnande kortfilmen The Accountant (2001). De producerade även filmerna, Chrystal (2004) med Billy Bob Thornton i huvudrollen, Randy and the Mob (2007) och That Evening Sun (2009). De skapade också TV-serien Rectify (2013-2016) i vilken Goggins först skulle ha huvudrollen men seriens kanalbolag AMC valde Aden Young istället.
Goggins fick 2002 sitt genombrott med rollen som den korrupta polisen Shane Vendrell i den hyllade TV-serien The Shield (2002-2008). Serien har i många sammanhang kallats för en av de bästa TV-serierna genom tiderna. Mitt under inspelningen av science fiction filmen Predators (2010) gjorde han ett snabbt inhopp som karaktären Boyd Crowder i pilotavsnittet till TV-serien Justified. Tanken var att karaktären skulle dö i avsnittet men fick sedan ett så pass bra mottagande från en testpublik att de beslöt sig för att behålla karaktären och från säsong 2 var han en av huvudkaraktärerna. Han blev nominerad till en Emmy Award för Bästa biroll för sin insats.

### Vidare karriär
Goggins syntes även i science fiction filmen Cowboys & Aliens (2011) bredvid Harrison Ford och Daniel Craig. Han hade sedan en mindre roll som en sadistisk slavtränare i Quentin Tarantinos westernfilm Django Unchained (2012). Han spelade en återkommande roll som en prostituerad transperson i TV-serien Sons of Anarchy mellan 2012 och 2014. Serien hade skapats av Kurt Sutter som var producent på The Shield. Karaktärens namn i Sons of Anarchy, Venus Van Dam var en referens till hans The Shield-karaktär Shane Vendrells undercover namn Cletus Van Damme. Han återförenades med Quentin Tarantino i en större roll som Chris Mannix i The Hateful Eight (2015). Goggins beskrev slutet av filmen, när han och Samuel L. Jacksons karaktär skadeskjutna hjälps åt med hängningen av Jennifer Jason Leighs  antagonist, som ett positivt steg att utrota rasism. "Jag ser det som väldigt upplyftande, väldigt hoppfullt, och som ett stort steg i rätt riktning, som en hyllning, som en förändring i ett hjärta och ett sinne." sade han till Entertainment Weekly. Filmen blev kritikerrosad och hamnade på flera listor om årets bästa film.

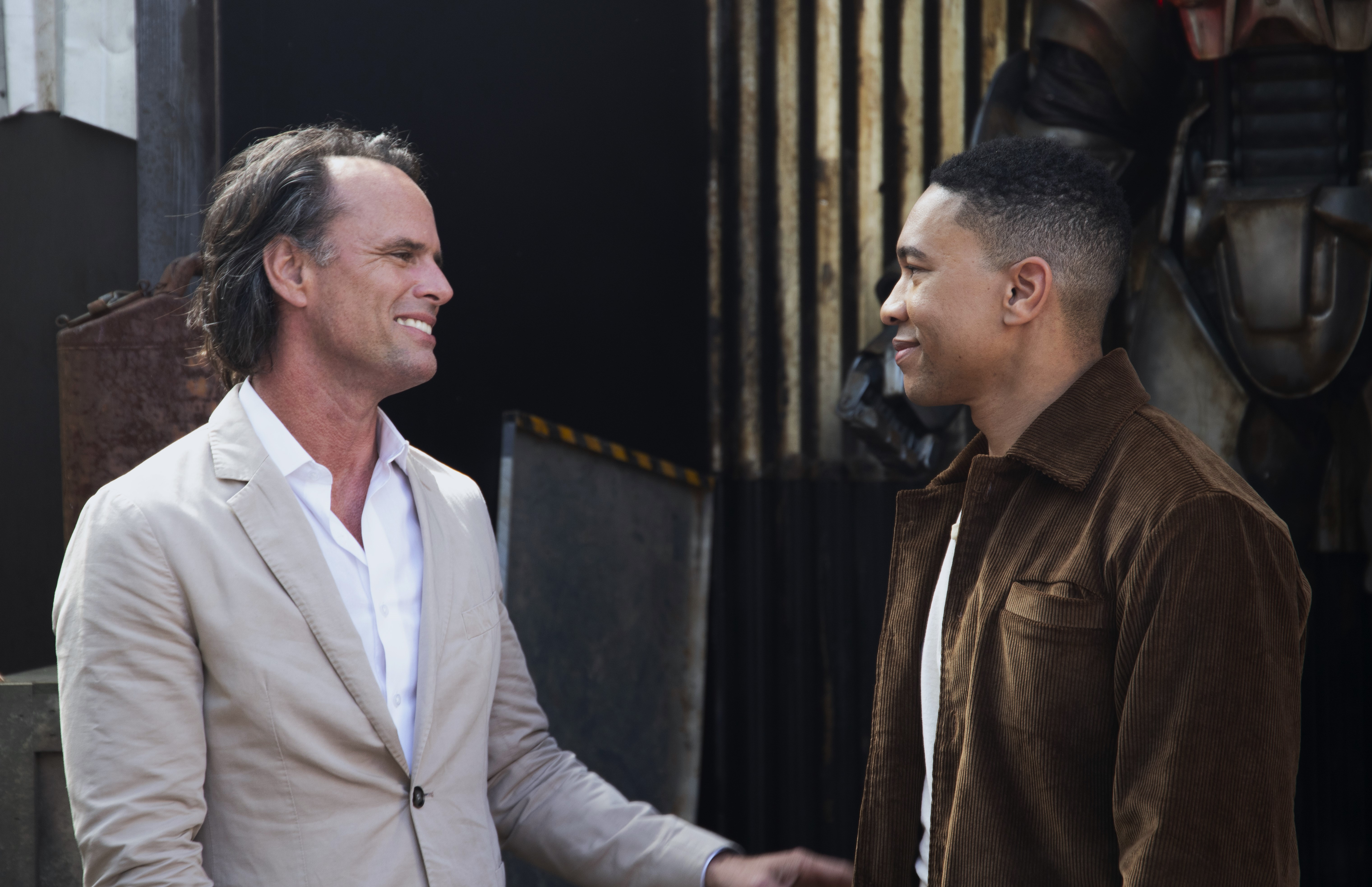
Walton Goggins och hans medspelare Aaron Moten från Fallout på SXSW 2024.

Goggins hade sedan huvudrollen bredvid Danny McBride i den mörka komediserien Vice Principals (2016-2017)  som skapades av McBride and Jody Hill. Om Goggins insats skrev The New York Times: "Walton Goggins gör en vana av att vara det bästa med TV-serierna han är med i." År 2018 medverkade han i tre av årets storfilmer som Maze Runner: The Death Cure, Ant-Man and the Wasp och Tomb Raider. I den sistnämnda medverkade han bredvid svensken Alicia Wikander. Han fick sedan huvudrollen i komediserien The Unicorn (2019-2020) och samma år återförenades han med Danny McBride i The Righteous Gemstones som blev kritikerrosad. Goggins spelade karaktären The Ghoul i Amazon Prime TV-serien Fallout (2024) som baserades på spelserien med samma namn. Serien blev hyllad av kritiker och för sin insats blev Goggins nominerad till en Emmy Award för Bästa huvudroll i en dramaserie.

## Privatliv
Goggins gifte sig med Leanne Kaun som ägde ett hunddagis, 2001. Även om de hade separerat förblev de gifta till hennes död 12 november 2004. I augusti 2011 gifte han sig med regissören Nadia Conners. Paret har en son tillsammans.
Goggins tappade sina framtänder i en baseball-olycka, när en boll träffat honom i ansiktet.

## Filmografi

### Film
| År   | Titel                                                              | Roll                      | Noteringar                               |
| ---- | ------------------------------------------------------------------ | ------------------------- | ---------------------------------------- |
| 1990 | Murder in Mississippi                                              | Lyle                      | TV-film                                  |
| 1992 | Mr. Saturday Night                                                 | Shaky Kid                 | Okrediterad                              |
| 1992 | Mörk passion                                                       | Wayne Seagrove            | TV-film                                  |
| 1992 | Evigt ung                                                          | Gate MP                   |                                          |
| 1994 | Karate Kid: Mästarens nya elev                                     | Charlie                   |                                          |
| 1996 | Humanoids from the Deep                                            | Rod                       | TV-film                                  |
| 1996 | Cherokee Kid                                                       | Jim Bob / Carver Gang     | TV-film                                  |
| 1997 | Aposteln                                                           | Sam                       |                                          |
| 1997 | Switchback                                                         | Bud                       |                                          |
| 1998 | Värsta gänget 3                                                    | Billy "Downtown" Anderson |                                          |
| 1999 | Beyond the Prairie: The True Story of Laura Ingalls Wilder         | Almanzo Wilder            | TV-film                                  |
| 1999 | Wayward Son                                                        | Plantageägare             |                                          |
| 2000 | Red Dirt                                                           | Lee Todd                  |                                          |
| 2000 | Shanghai Noon                                                      | Wallace                   |                                          |
| 2000 | The Crow: Salvation                                                | Stan Roberts              |                                          |
| 2001 | The Accountant                                                     | Tommy O'Dell              | Kortfilm                                 |
| 2001 | Mord och inga visor: Den siste frie mannen                         | Billy Weber               | TV-film                                  |
| 2001 | Daddy and Them                                                     | Tommy Christian           |                                          |
| 2001 | Roadkill                                                           | Polis                     | Okrediterad                              |
| 2002 | Beyond the Prairie, Part 2: The True Story of Laura Ingalls Wilder | Almanzo Wilder            | TV-film                                  |
| 2002 | The Bourne Identity                                                | Research Tech             |                                          |
| 2003 | House of 1000 Corpses                                              | Steve Naish               |                                          |
| 2003 | Apple Jack                                                         | Moe Danyou                | Kortfilm                                 |
| 2004 | Chrystal                                                           | Larry                     | Även producent                           |
| 2005 | Citronträd och motorolja                                           | Marty                     |                                          |
| 2006 | The Architect                                                      | Joe                       |                                          |
| 2007 | Randy and the Mob                                                  | Tino Armani               | Även producent                           |
| 2008 | Fragments                                                          | Zack                      |                                          |
| 2008 | Miraklet vid St. Anna                                              | Captain Nokes             |                                          |
| 2009 | That Evening Sun                                                   | Paul Meecham              | Även producent                           |
| 2009 | Damage                                                             | Reno Paulsait             |                                          |
| 2010 | Predators                                                          | Stans                     |                                          |
| 2011 | Cowboys & Aliens                                                   | Hunt                      |                                          |
| 2011 | Straw Dogs                                                         | Daniel Niles              |                                          |
| 2012 | Lincoln                                                            | Clay Hawkins              |                                          |
| 2012 | Django Unchained                                                   | Billy Crash               |                                          |
| 2013 | Officer Down                                                       | Det. Nick Logue / Angel   |                                          |
| 2013 | G.I. Joe: Retaliation                                              | Warden Nigel James        |                                          |
| 2013 | Machete Kills                                                      | El Cameleón 1             |                                          |
| 2015 | Mojave                                                             | Jim                       |                                          |
| 2015 | American Ultra                                                     | Laugher                   |                                          |
| 2015 | Diablo                                                             | Ezra                      |                                          |
| 2015 | The Hateful Eight                                                  | Captain Chris Mannix      |                                          |
| 2017 | Three Christs                                                      | Leon                      |                                          |
| 2018 | Maze Runner: The Death Cure                                        | Lawrence                  |                                          |
| 2018 | Tomb Raider                                                        | Mathias Vogel             |                                          |
| 2018 | Ant-Man and the Wasp                                               | Sonny Burch               |                                          |
| 2019 | Them That Follow                                                   | Lemuel                    |                                          |
| 2019 | Once Upon a Time in Hollywood                                      | Old Chattanooga Beer      | Cameo, Röstroll, enbart extended version |
| 2020 | Words on Bathroom Walls                                            | Paul                      |                                          |
| 2020 | John Bronco                                                        | John Bronco               |                                          |
| 2020 | Fatman                                                             | Skinny Man                |                                          |
| 2021 | Spirit: Vild och fri                                               | Hendricks                 | Röstroll                                 |
| 2021 | John Bronco Rides Again                                            | John Bronco               |                                          |
| 2022 | Dreamin' Wild                                                      | Joe Emerson               |                                          |
| 2024 | The Uninvited                                                      | Sammy                     |                                          |
| 2024 | The Luckiest Man in America                                        | Peter Tomarken            |                                          |
| 2024 | Queen of the Ring                                                  | Jack Pfefer               |                                          |

### Television
| År        | Titel                          | Roll                      | Noteringar                                    |
| --------- | ------------------------------ | ------------------------- | --------------------------------------------- |
| 1989-1992 | In the Heat of the Night       | Olika roller              | 4 avsnitt                                     |
| 1992      | Beverly Hills                  | Mike Muchin               | Avsnitt: "The Pit and the Pendulum"           |
| 1993      | Lilly Harpers dröm             | Langley                   | Avsnitt: "What's in a Name?"                  |
| 1993      | Queen                          | Ung man #1                | Avsnitt: "Part I"                             |
| 1993      | Renegade                       | Lance McBride             | Avsnitt: "Wheel Man"                          |
| 1995      | På heder och samvete           | Communications Officer    | Avsnitt: "Desert Son"                         |
| 1996      | Pacific Blue                   | Harv                      | Avsnitt: Captive Audience                     |
| 1996      | Het sand                       | Bad Guy / Treasure Hunter | Avsnitt: "A Three Hour Tour"                  |
| 1996      | Spejaren                       | Mick                      | Avsnitt: "True Crime"                         |
| 1998      | På spaning i New York          | Terry                     | Avsnitt: "Honeymoon at Viagra Falls"          |
| 2002−2008 | The Shield                     | Shane Vendrell            | 87 avsnitt                                    |
| 2004      | Hawaii                         | Agent Davis               | Avsnitt: "Lost and Found"                     |
| 2007      | CSI: Crime Scene Investigation | Marlon Frost              | Avsnitt: "Empty Eyes"                         |
| 2009      | Criminal Minds                 | John Cooley               | Avsnitt: "Demonology"                         |
| 2009      | CSI: Miami                     | Sean Echols               | Avsnitt: "Dissolved"                          |
| 2010−2015 | Justified                      | Boyd Crowder              | 74 avsnitt                                    |
| 2012      | Unsupervised                   | Bruce Lindsay             | Röstroll, avsnitt: "The Magic of Science"     |
| 2012−2014 | Sons of Anarchy                | Venus Van Dam             | 6 avsnitt                                     |
| 2014      | Community                      | Mr. Stone                 | Avsnitt: "Cooperative Polygraphy"             |
| 2016-2017 | Vice Principals                | Lee Russell               | 18 avsnitt                                    |
| 2017      | American Dad!                  | Enoch                     | Röstroll, avsnitt: "A Nice Night for a Drive" |
| 2017-2018 | Six                            | Richard 'Rip' Taggart     | 11 avsnitt                                    |
| 2018      | The Big Bang Theory            | Oliver                    | Avsnitt: "The Separation Triangulation"       |
| 2019-     | Deep State                     | Nathan Miller             | 8 avsnitt, även producent                     |
| 2019-2020 | The Unicorn                    | Wade Felton               | 31 avsnitt, även producent                    |
| 2019-     | The Righteous Gemstones        | Baby Billy Freeman        | 18 avsnitt                                    |
| 2021      | Squidbillies                   | Bubba                     | Röstroll, avsnitt: ""Let'er R.I.P"            |
| 2021-     | Invincible                     | Cecil Stedman             | Röstroll, 15 avsnitt                          |
| 2022      | The Last Days of Ptolemy Grey  | Dr. Rubin                 | 5 avsnitt                                     |
| 2022-2023 | George & Tammy                 | Earl 'Peanutt' Montgomery | 6 avsnitt                                     |
| 2023      | I'm a Virgo                    | Jay Whittle / The Hero    | 5 avsnitt                                     |
| 2023      | Justified: City Primeval       | Boyd Crowder              | Avsnitt: "The Question"                       |
| 2024-     | Fallout                        | The Ghoul / Cooper Howard | 7 avsnitt                                     |
| 2024      | What If...?                    | Sonny Burch               | Röstroll, avsnitt: "What If... 1872?"         |
| 2025      | The White Lotus                | Rick Hatchett             | 8 avsnitt                                     |